# 小行星171
小行星171（171 Ophelia）是一颗围绕太阳公转的小行星。1877年1月13日，阿方斯·路易·尼古拉斯·包瑞利在马赛描述了此天体。
它是司理星族小行星的一员。小行星171以英国作家威廉·莎士比亚的悲剧作品《哈姆雷特》的登场人物欧菲莉亚命名。1979年，有天文学家研究小行星171的光变曲线后推测它拥有一颗卫星，但至今未被证实。这颗小行星的绝对星等为8.31等。

## 相关條目
- 小行星列表/10001-11000
- 大力神星：另一颗被怀疑拥有卫星的小行星。
- 天卫七: 同樣以欧菲莉亚命名的天王星衛星。

## 外部連結
- Asteroid Lightcurve Database (LCDB) （页面存档备份，存于）, query form (info （页面存档备份，存于）)
- Dictionary of Minor Planet Names, Google books
- Discovery Circumstances: Numbered Minor Planets (10001)-(15000) （页面存档备份，存于） – Minor Planet Center
- 小行星171 at AstDyS-2, Asteroids—Dynamic Site
  - Ephemeris · Observation prediction · Orbital info · Proper elements · Observational info
- NASA JPL小天體瀏覽器上的小行星171

| 前一小行星： 小行星170 | 小行星列表 | 後一小行星： 小行星172 |